# ハンファテックウィン
ハンファテックウィン(Hanwha Techwin、旧:サムスンテックウィン)は、韓国の電機メーカーである。主に光学機器、製造装置、機械、軍事機器、航空エンジンなどを生産する。本来はサムスングループの子会社だったが、2014年サムスングループが株式の50％以上をハンファグループに売却して、同グループの所属になった。2006年の売上高は2兆8690億ウォン。2008年の売上高は3兆5951億ウォン。

## ビジネスエリア
光学機器とデジタル処理装置
CCTVs、モジュール、セキュリティーカメラ、ハイエンド携帯電話用カメラなど
半導体システム
SMTs、ワイヤボンダなど
半導体コンポーネント
リードフレーム、LOCs、金属CSPs、FPCsなど
電力システム
ガスタービン、ヘリ用エンジン、冷媒コンプレッサーなど
防衛産業

交通機関
ヘリコプター路線運行

## 関連企業
- ハンファ・イーグルス
- ギャラリア百貨店
- 63ビル